# Koźlice (okres Zgorzelec)
Koźlice (německy Köslitz) je polská vesnice ležící na hranici s Německem jižně od města Zhořelec. Nachází se v Dolnoslezském vojvodství, v okrese Zgorzelec. Zastavěná plocha má tvar písmene L, které je obrácené tak že, kratší část je na severu orientována k východu. Středem vsi vede silnici spojující Koźlice s okolím.

## Galerie

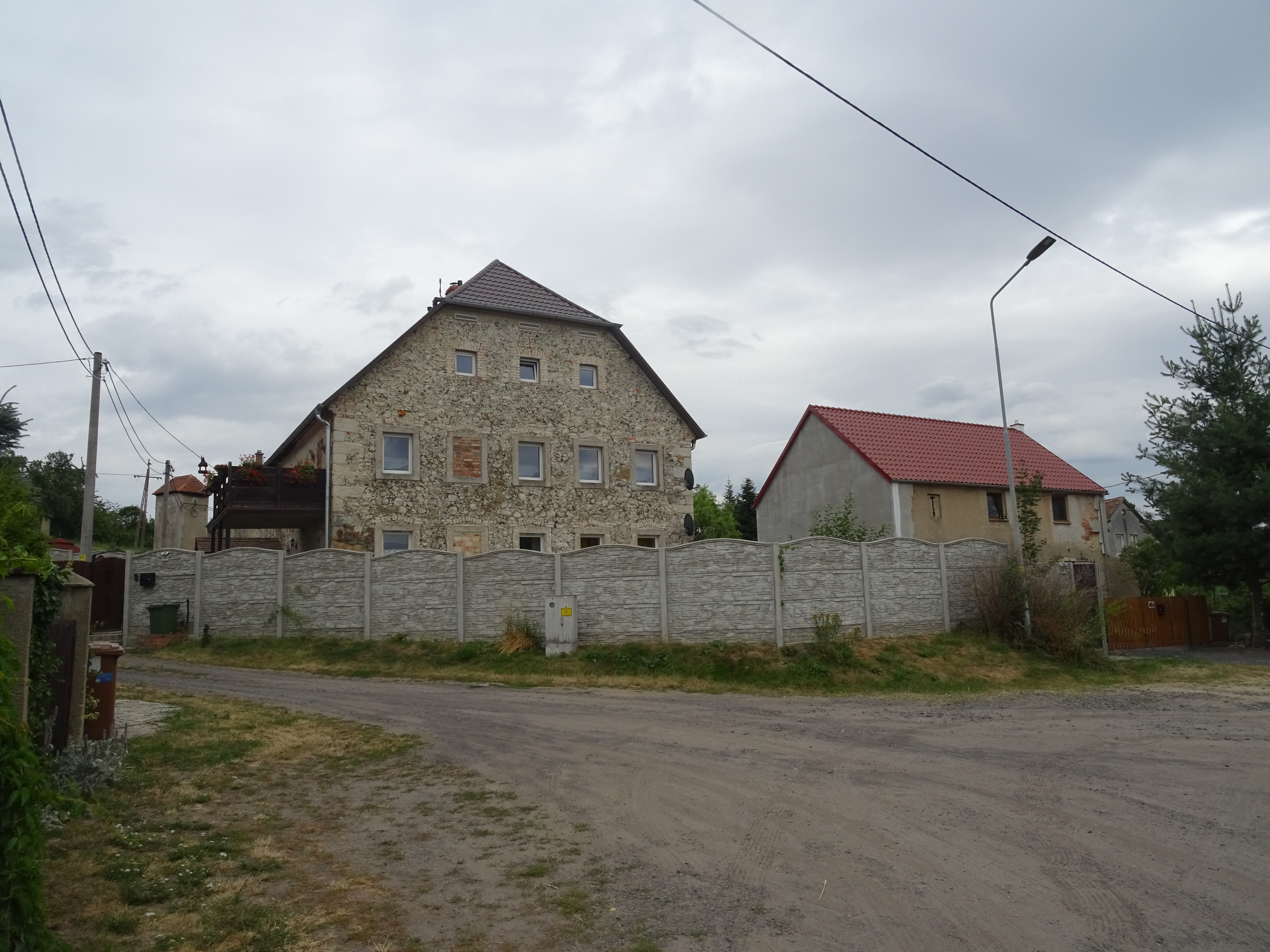
Kamenný dům
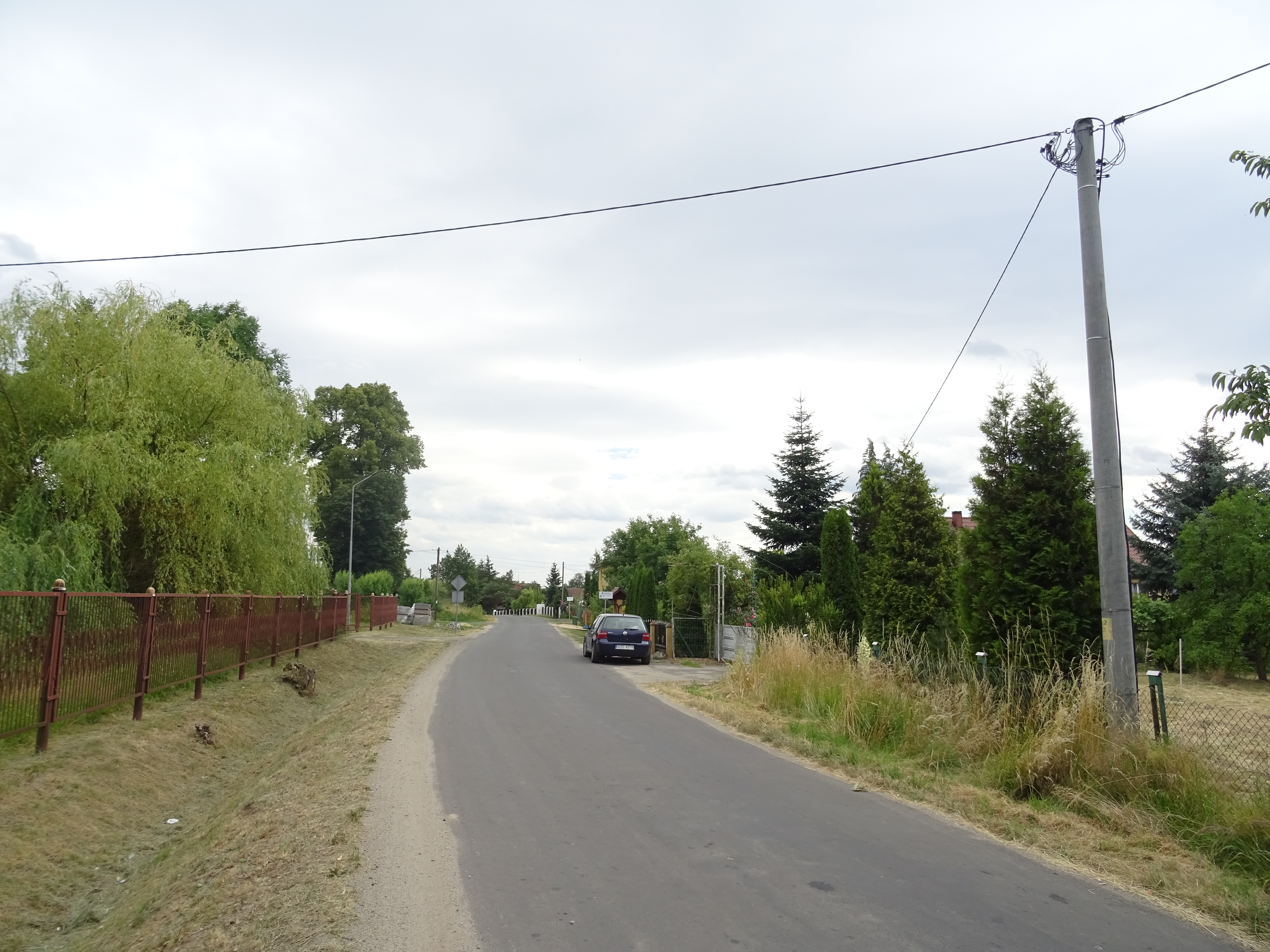
Cesta vsí
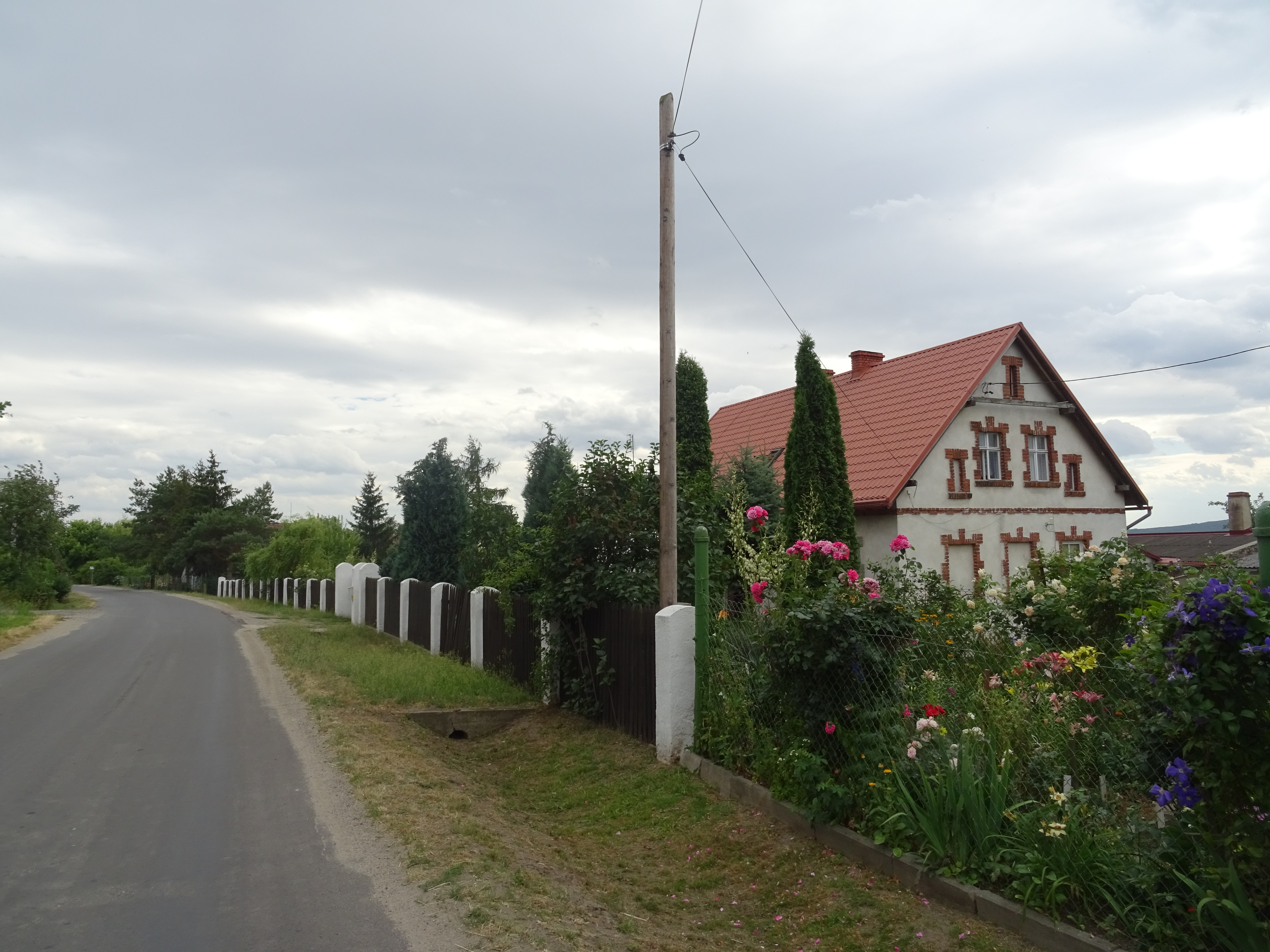
Dům s výrazným cihlovým ostěním obklopený zahrádkou
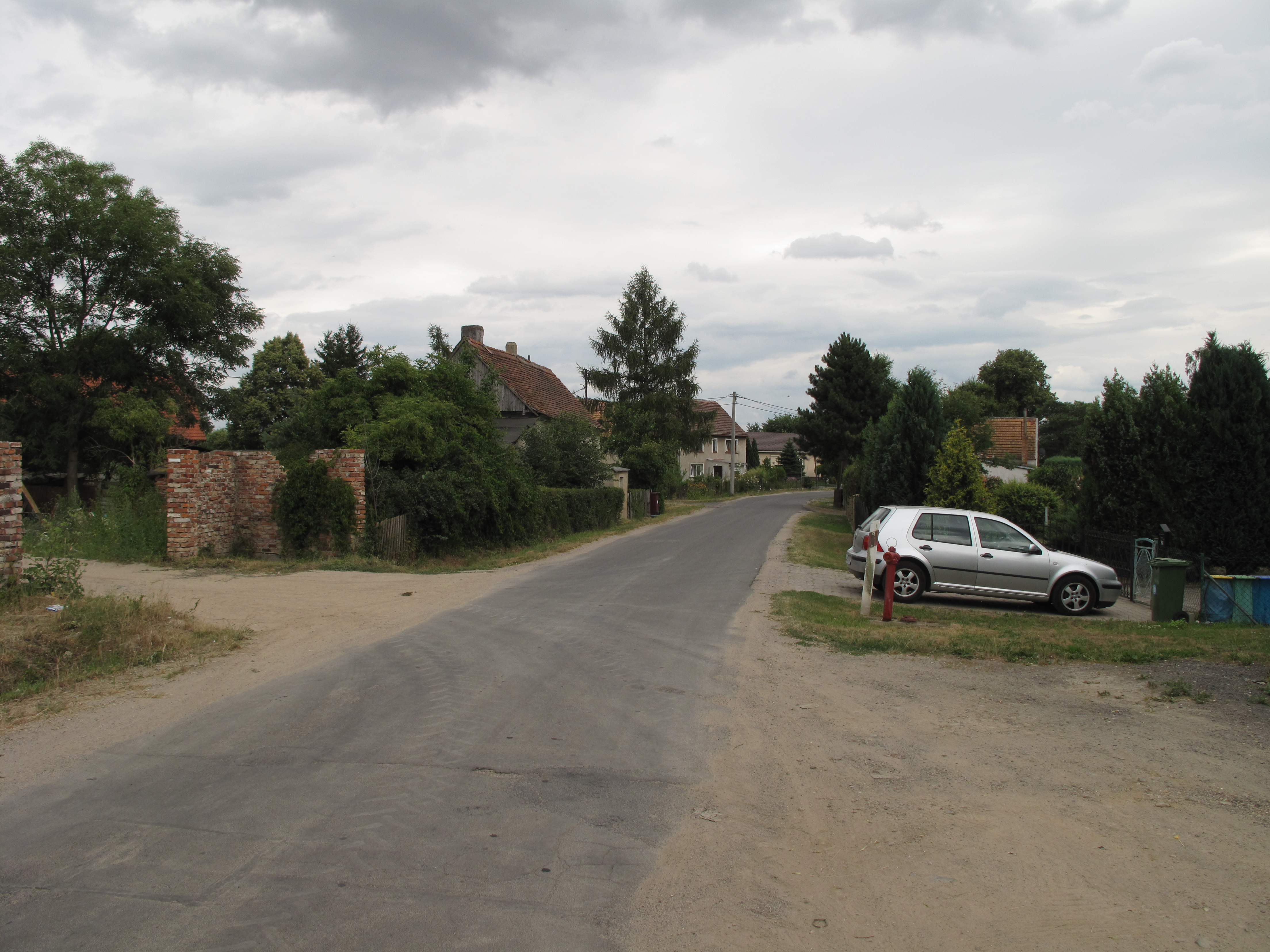
Pohled do vsi